# Precinct de Blairsville
Le precinct de Blairsville, anciennement un township, est un precinct électoral du comté de Williamson dans l'Illinois, aux États-Unis. En 2010, ce precinct comptait une population de 5 897 habitants.

## Source de la traduction
- (es) Cet article est partiellement ou en totalité issu de l’article de Wikipédia en espagnol intitulé « Distrito electoral de Blairsville (Illinois) » (voir la liste des auteurs).